# Abbasgouloular (Tovuz)
Abbasgouloular est un village de la région de Tovuz en Azerbaïdjan.

## Géographie
Le village d'Abbasgouloular de la région de Tovuz est situé dans la circonscription administrative du village de Tchechmali.

## Économie
La principale occupation de la population du village est l'élevage et l'agriculture.

## Population
Selon les statistiques de 2009, la population du village est de 415 personnes.

## Culture
Il y a une bibliothèque dans le village.